# 天馬賞
天馬賞（てんましょう）は、帯広市が帯広競馬場で開催するばんえい競馬の重賞競走である。
正賞は全国公営競馬主催者協議会会長賞、農業法人鎌田きのこ株式会社賞。

## 概要
4歳（明け5歳）馬による重賞競走として2008年（2007年度）より新設。同年度に新設された柏林賞、既存の銀河賞と合わせて4歳世代の三冠競走をなし、このうち最終戦となる本競走が4歳世代のチャンピオン決定戦を担うようになった。また競走格付けも最高位のBG1が与えられた。なおこれと入れ替わる形で、4歳馬による重賞競走の（旧）旭川記念は2006年をもって終了した。
創設当初より正月開催期間に施行しており、開催日も2009年を除き1月3日でほぼ固定されている。
第2回（2009年）は農林水産大臣賞典として施行された。

## 競走条件・賞金
出走資格（2024年）
5歳オープン
ばんえい重量（2024年）
定量（760kg、牝馬20kg減）
- 第1回（2008年＝2007年度）は別定であったものの、第2回より定量となった。

賞金（2024年）
1着300万円、2着114万円、3着66万円、4着36万円、5着24万円

## 4歳世代のチャンピオン決定戦
本競走は上記の通り、4歳世代のチャンピオン決定戦に位置づけられている（ばんえい競馬は4月が新年度の始まりとなっており、天馬賞が開催される1月は「明け5歳」となっている）。
ばんえい競馬では平地競走と異なり4歳までの馬は古馬（6歳以上）に比べ能力的に劣るとされているため、3・4歳のクラスが設けられている。3歳馬限定のチャンピオン決定戦はばんえいダービーやばんえいオークス（牝馬限定）がある一方、4歳馬による重賞は旧・旭川記念（2006年まで実施）こそあったものチャンピオン決定戦としては明確になっていなかった。このため、帯広単独開催となった2007年度より本競走が新設され、4歳世代のチャンピオン決定戦として位置づけられた。

## 歴代優勝馬
| 回数   | 施行日       | 開催地 | 天候 | 馬場 水分 | 優勝馬             | 性齢 | ばんえい 重量 | タイム | 優勝騎手   | 管理調教師 |
| ------ | ------------ | ------ | ---- | --------- | ------------------ | ---- | ------------- | ------ | ---------- | ---------- |
| 第1回  | 2008年1月3日 | 帯広   | 晴   | 4.6%      | マルミシュンキ     | 牡5  | 770           | 1:49.1 | 松田道明   | 今井茂雅   |
| 第2回  | 2009年1月4日 | 帯広   | 晴   | 3.7%      | アローファイター   | 牡5  | 760           | 2:25.9 | 鈴木恵介   | 高嶋紳一   |
| 第3回  | 2010年1月3日 | 帯広   | 晴   | 4.2%      | オレワスゴイ       | 牡5  | 760           | 1:50.8 | 藤本匠     | 皆川公二   |
| 第4回  | 2011年1月3日 | 帯広   | 晴   | 1.9%      | キタノタイショウ   | 牡5  | 760           | 1:41.8 | 大河原和雄 | 服部義幸   |
| 第5回  | 2012年1月3日 | 帯広   | 晴   | 2.7%      | ファーストスター   | 牡5  | 760           | 2:00.7 | 藤本匠     | 長部幸光   |
| 第6回  | 2013年1月3日 | 帯広   | 晴   | 5.0%      | オイドン           | 牡5  | 760           | 1:36.8 | 鈴木恵介   | 鈴木邦哉   |
| 第7回  | 2014年1月3日 | 帯広   | 晴   | 2.0%      | ホクショウユウキ   | 牡5  | 760           | 1:46.7 | 松田道明   | 岡田定一   |
| 第8回  | 2015年1月3日 | 帯広   | 晴   | 2.2%      | オレノココロ       | 牡5  | 760           | 1:47.2 | 鈴木恵介   | 槻舘重人   |
| 第9回  | 2016年1月3日 | 帯広   | 晴   | 1.7%      | キサラキク         | 牝5  | 740           | 2:01.4 | 鈴木恵介   | 金田勇     |
| 第10回 | 2017年1月3日 | 帯広   | 晴   | 2.1%      | センゴクエース     | 牡5  | 760           | 1:52.4 | 鈴木恵介   | 槻舘重人   |
| 第11回 | 2018年1月3日 | 帯広   | 曇   | 2.7%      | マルミゴウカイ     | 牡5  | 760           | 1:50.6 | 藤本匠     | 槻舘重人   |
| 第12回 | 2019年1月3日 | 帯広   | 晴   | 1.2%      | メジロゴーリキ     | 牡5  | 760           | 1:57.9 | 西謙一     | 松井浩文   |
| 第13回 | 2020年1月3日 | 帯広   | 晴   | 1.7%      | コウシュハレガシー | 牡5  | 760           | 2:08.9 | 藤野俊一   | 平田義弘   |
| 第14回 | 2021年1月3日 | 帯広   | 晴   | 1.1%      | メムロボブサップ   | 牡5  | 760           | 1:47.1 | 阿部武臣   | 坂本東一   |
| 第15回 | 2022年1月3日 | 帯広   | 晴   | 3.4%      | キョウエイリュウ   | 牡5  | 760           | 1:19.4 | 松田道明   | 村上慎一   |
| 第16回 | 2023年1月3日 | 帯広   | 晴   | 1.5%      | サクラヒメ         | 牝5  | 740           | 1:20.7 | 渡来心路   | 今井茂雅   |
| 第17回 | 2024年1月3日 | 帯広   | 晴   | 2.4%      | キングフェスタ     | 牡5  | 760           | 1:39.0 | 鈴木恵介   | 小北栄一   |
| 第18回 | 2025年1月3日 | 帯広   | 晴   | 1.9%      | タカラキングダム   | 牡5  | 760           | 1:34.1 | 阿部武臣   | 村上慎一   |

### 各回競走結果の出典
- 天馬賞 歴代優勝馬（地方競馬全国協会）